# Улица Лобанова
Улица Лоба́нова — улица, расположенная в Южном административном округе города Москвы на территории Даниловского района.

## История
Улица названа в честь Героя Советского Союза Е. И. Лобанова (1918—1942) — военного лётчика, погибшего в бою 11 марта 1942 года. До войны жил в районе этой улицы.
До 1966 года — Большая Каширская улица. Название было связано с проходившей здесь доро́гой на город Каширу.

## Расположение
Улица Лобанова начинается от 2-го Кожуховского проезда, идёт на юго-восток, затем резко меняет направление на южное. После этого делает поворот в виде буквы «V», в результате чего направление улицы становится северо-восточным. С северо-восточного направления переходит на северное; улица заканчивается, упираясь в улицу Трофимова.

## Примечательные здания и сооружения
- Дом 1/2 — жилой дом (архитектор Б. А. Этчин). Первоначально в доме размещался магазин женской одежды «Татьяна»[2].

## Транспорт
По улице Лобанова наземный общественный транспорт не проходит. На улице Трофимова расположены остановки автобусов 944, с790 «Улица Лобанова» и «2-й Кожуховский проезд».
- Станции «Автозаводская» московского метрополитена и московского центрального кольца